# Guineu de Sechura
La guineu de Sechura (Lycalopex sechurae) és una espècie de cànid sud-americà. La guineu de Sechura és l'espècie més petita del gènere Lycalopex.
Té el pelatge de color marró pàl·lid, amb la punta de la cua negra. La seva distribució s'estén des de l'Equador fins al Perú. S'alimenta de llavors, coleòpters, rosegadors i ocells. Se la pot trobar en ambients variats, des de deserts fins a boscos àrids.